# Ernst Fast
Ernst Robert Efraim Fast (ur. 21 stycznia 1881 w Sztokholmie, zm. 26 października 1959 w parafii Husby-Ärlinghundra, obecnie gmina Sigtuna) – szwedzki lekkoatleta maratończyk, medalista olimpijski z Paryża z 1900.
Był z zawodu elektrykiem. Jako lekkoatleta specjalizował się w biegach długodystansowych. W 1898, mając 17 lat, wystartował w Kopenhadze w biegu maratońskim, pierwszym rozegranym na świecie od 1896. W tym samym roku zajął 4. miejsce w mistrzostwach Danii w biegu na 10 000 metrów. W 1899 zwyciężył w mistrzostwach Szwecji na tym dystansie.
W 1900 pracował jako elektryk przy organizacji ekspozycji szwedzkiej na wystawie światowej w Paryżu. Postanowił skorzystać z okazji i wystąpić na igrzyskach olimpijskich, które również odbywały się w Paryżu. Wystartował w biegu maratońskim. W drugiej połowie dystansu objął prowadzenie, lecz został błędnie skierowany przez jednego z sędziów i po przebiegnięciu kilkuset metrów musiał zawrócić, by powrócić na trasę. W tym czasie utracił prowadzenie. Ostatecznie zajął 3. miejsce, a jego strata do poprzedzających go zawodników (którymi byli Michel Théato i Émile Champion) wyniosła ponad pół godziny. Według niepotwierdzonych pogłosek towarzyszących igrzyskom, sędzią, który popełnił błąd, był Pierre Vendreau, pochodzący z Marsylii policjant, który nie znał układu paryskich ulic; następnego dnia miał on w poczuciu winy popełnić samobójstwo.
W 1902 Fast zwyciężył w maratonie rozegranym w Kopenhadze, a w 1904 zdobył po raz drugi mistrzostwo Szwecji na 5000 metrów i 10 000 metrów. Wielokrotnie zwyciężał w nieoficjalnych mistrzostwach Szwecji w biegach długodystansowych.